# Caithness
Caithness (Schots-Gaelisch: Gallaibh Schots: Caitnes) is een historisch graafschap in het uiterste noordoosten van het vasteland van Schotland. De hoofdplaats is Wick, de enige andere borough is Thurso.
In 1975 werd het bestuurlijk ondergebracht onder de regio en vanaf 1996 onder het raadsgebied (council area) Highland. De naam Caithness wordt nog wel gebruikt als Lieutenancy area.

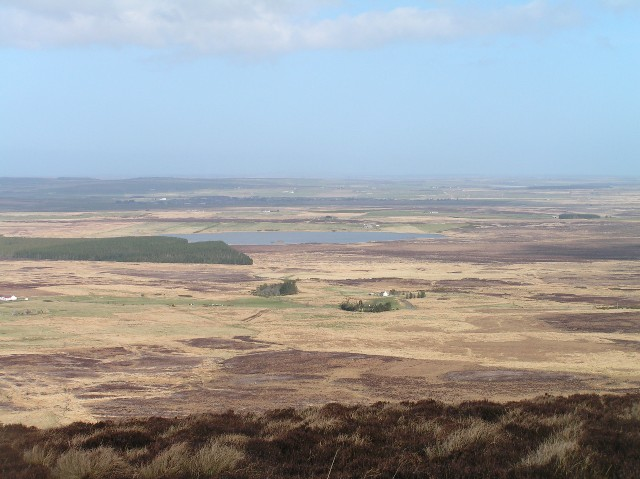
Het landschap van Caithness

Caithness' bevolking bedroeg volgens statistieken in 2011 39.732 hoofden, wat een daling inhoudt van 3,3 procent in vergelijking met 2001.

## Geschiedenis
Over de geschiedenis van Caithness in de eerste vijf- tot zeshonderd jaar van de christelijke jaartelling is weinig bekend. De oorspronkelijke bewoners zouden de Picten kunnen zijn geweest, een volk van Keltische oorsprong.
Na de annexatie van de Orkneyeilanden kwamen Vikingen zich vestigen langs de kust. Aan de zuidkant van het graafschap werden deze nederzettingen uitgebreid tot aan Berriedale. Veel plaatsnamen en een groot aantal familienamen in de laaglanden van het graafschap zijn van Noorse origine.

## De taal Norn
Er werd een Noors dialect gesproken, ook 'Nörrona' geheten, hoewel dit nagenoeg verloren is gegaan. Het enige bekende dichtwerk in het Norn is de Hildina, opgetekend in 1774. Norn is een uitgestorven Noord-Germaanse taal, gesproken op de Orkaden, Zetland of Hitland ("Shetland") en in Caithness op het noordoostelijkste puntje vast Schotland. Op de Hitlandarchipel heeft de taal zich tot midden negentiende eeuw gehandhaafd. Het Caithness-Norn was toen al eeuwen uitgestorven. Nadat de Orkaden en Hitland door Noorwegen aan Schotland waren afgestaan in 1468-'69, werd het geleidelijk aan vervangen door het Schots (t.w. "Scots", de Germaanse spraak van de Schotten). Het gebruik van het Norn werd zodanig ontmoedigd dat het plaatsmaakte voor dit Schots. In 1850 werd het Norn een dode taal, met het overlijden van ene Walter Sutherland te Skaw op het eiland Unst, bekend als de laatst bekende spreker van de taal.
Skaw ( niet te verwarren met een ander ‘Skaw’ op het zuidelijker gelegen “Walviseiland”/Whalsay ) is een plaats die gezocht moet worden op zowat het noordelijkste puntje van dit noordelijkste eiland van de Hitlandarchipel. Unst is tevens het noordelijkst gelegen bewoonde eiland van het Verenigd Koninkrijk. Het eiland telde 632 inwoners op 15 augustus 2013.